# Plancinus runcinioides
Plancinus runcinioides là một loài nhện trong họ Thomisidae.
Loài này thuộc chi Plancinus. Plancinus runcinioides được Eugène Simon miêu tả năm 1886.